# Onzichtbaar personage
Een onzichtbaar personage of ongezien personage (Engels: unseen character) is een personage dat altijd onzichtbaar blijft voor het publiek. Dat wil zeggen dat in geval van films en televisieseries deze personages nooit in beeld verschijnen, en in geval van een boek of stripverhaal het personage nooit rechtstreeks ten tonele wordt gevoerd. Alle informatie over hoe deze personages eruitzien, wat hun karaktertrekken zijn et cetera dient afgeleid te worden uit wat de andere personages over hem of haar zeggen. 
Ondanks het feit dat ze nooit in beeld verschijnen kunnen onzichtbare personages best een belangrijke rol spelen in het verhaal, alleen spelen ze altijd indirect een rol. In sitcoms en komedies zijn onzichtbare personages bijvoorbeeld regelmatig onderwerp van een running gag vanwege vreemde persoonlijkheden of hobby's.

## Soorten
Er zijn verschillende soorten onzichtbare personages. 
Het meest voorkomende type is een personage dat helemaal niet wordt gezien of gehoord door het publiek. Er wordt enkel over hen gepraat. Dit soort personages hebben vaak vreemde karaktereigenschappen, bizarre hobby's of andere zaken waar ze om bekendstaan bij de zichtbare personages. Mevrouw Stokvis, de vriendin van Moemoe uit de stripreeks De Kiekeboes, is een bekend voorbeeld. Stokvis wordt vaak vermeld door Moemoe en de andere personages, maar verschijnt nooit in beeld. Een ander voorbeeld is Diane uit de serie Twin Peaks. Agent Dale Cooper spreekt elke aflevering wel een keer zijn dictafoon in met boodschappen of overdenkingen gericht aan Diane. De kijker krijgt haar echter nooit te zien. Maris, de echtgenote van Niles uit de serie Frasier speelde een belangrijke rol zonder ooit op het scherm te verschijnen, hetgeen des te prikkelender was, doordat gesuggereerd werd dat ze een heel bizar uiterlijk zou hebben. In toneelstukken van Maria Goos wordt ene Jennie Bleek genoemd als de vrouw met wie een van de hoofdpersonen overspel pleegt. Ze komt nooit in beeld. Over Mrs. Columbo, de vrouw van inspecteur Columbo uit de gelijknamige Amerikaanse televisieserie, wordt in elke aflevering gesproken door Columbo, zonder dat de kijker haar ooit te zien kreeg.
Het tweede meest voorkomende type is een personage dat nooit in beeld verschijnt, maar wel wordt gehoord (bijvoorbeeld op de achtergrond of over de telefoon). In dat geval kan het karakter voor zichzelf spreken, maar het stelt de kijker alsnog in staat zelf een beeld bij de stem te vormen. Marlène en Bobientje uit Samson & Gert zijn hier een voorbeeld van. Het personage Roger uit de stripserie de Kat schonk de Kat jarenlang zijn muscadet, vaak gehoord maar nimmer gezien, en toen hij in de strip overleed verzocht de Kat zijn vervanger ook Roger te mogen blijven noemen. Een ander voorbeeld is de moeder van Howard Wolowitz in de Amerikaanse comedyserie The Big Bang Theory. Ze is onzichtbaar, maar haar schreeuwerige stem is vaak te horen wanneer ze tegen haar zoon roept vanuit een andere kamer.
Ten slotte zijn er ook gedeeltelijk zichtbare personages. Dit zijn personages waarvan enkel een bepaald lichaamsdeel te zien is, maar nooit hun gezicht. Bekend zijn bijvoorbeeld Dr. Claw uit Inspector Gadget en Ernst Stavro Blofeld uit de eerste James Bond-films (daarin was enkel zijn hand die zijn kat aaide te zien). Een ander bekend voorbeeld is Charlie uit de televisieserie Charlie's Angels, die zelden te zien was, en dan alleen op de rug. Ook in boeken komt dit voor. Zo is in boeken van Theo-Henk Streng het criminele personage Jerome Keel nooit volledig te zien, maar enkel zijn hand met sigaar die uit een limousine steekt. 
De Amerikaanse comedyserie Home Improvement heeft van het gedeeltelijk zichtbare personage lang een running gag gemaakt. Buurman Wilson was seizoenenlang alleen te zien als de bovenste helft van een gezicht dat ergens bovenuit stak, meestal de schutting.

## Voorbeelden van onzichtbare personages
- Ernst Stavro Blofeld uit de eerdere James Bond-films (werd later ook een zichtbaar personage);
- de moeder van Niko Bellic uit het videospel Grand Theft Auto IV;
- Mrs. Columbo uit de serie Columbo;
- de moeder van Howard Wolowitz uit The Big Bang Theory (enkel stem te horen);
- de vader van Fran Fine uit de serie The Nanny;
- de zoon Sheridan uit de serie Schone Schijn; (in de eerste series was hetzelfde waar voor Violet, de rijke zus van Hyacinth - die met een zwembad en plaats voor een pony -  maar in het laatste seizoen werd daar een actrice voor gecast)
- de moeder van Maurice De Praetere uit FC De Kampioenen; af en toe geeft ze Pascale bevelen via de intercom;
- Newman uit Seinfeld was oorspronkelijk een onzichtbaar personage, maar werd later een zichtbaar personage;
- Bob Sacamano uit eveneens Seinfeld wordt veel aangehaald door Kramer en is goed voor bizarre maar geestige anekdotes. Echter verschijnt Bob nooit gedurende de serie.
- Pete Vance, de broer van Vic en Lance Vance, uit Grand Theft Auto: Vice City Stories;
- diverse personages uit Samson & Gert;
- Stanley Walker, echtgenoot van Karen Walker uit de serie Will & Grace;
- Maris, de vrouw van Dr. Niles Crane uit Frasier;
- Mevrouw (Emilie) Meijer, de buurvrouw van familie Bol-Buys uit Oppassen!!!; zij belde de familie Bol-Buys altijd direct op in geval van overlast, vaak als het alarm van huize Bol-Buys 's nachts weer eens afging;
- Mevrouw Zwart, was de huishoudster van Ludo Sanders uit Goede tijden, slechte tijden;
- Joost Muller, de vader van Vincent Muller uit Goede tijden, slechte tijden;
- Mrs. Elizabeth Mainwaring, de vrouw van Captain George Mainwaring uit Dad's Army.
- De Russische premier in Dr. Strangelove or: How I Learned to Stop Worrying and Love the Bomb.
- Gijs, de broer van Jan Tromp uit de strip Jan, Jans en de Kinderen.
- Dokter Mosterd in Verona van Henk Spaan en Harry Vermeegen
- Mevrouw Grijpstra, de vrouw van adjudant Grijpstra in Grijpstra & De Gier. Ook in de boeken van Janwillem van de Wetering is zij een onzichtbaar personage.
- Francien, de vrouw van Eddy uit Kinderen geen bezwaar
- Jennie Bleek, in Familie, en Cloaca.
- Heather Sinclair, uit de serie Degrassi: The Next Generation
- Mr. Black, uit het videospel Grand Theft Auto: Vice City
- Miss Othmar, de juf van Linus uit Peanuts (in deze strip komt nooit een volwassene in beeld)
- De goede vader van Heer Bommel, met veel wijze adviezen